# Александр Фёдорович Аленка
Князь Александр Фёдорович по прозванию Аленка (ум. после 1512) — полковой воевода в правление великих князей московских Ивана III Васильевича и Василия III Ивановича.
Старший из трёх сыновей князя Фёдора Романовича Ярославского, правнук Ярославского владетельного князя Ивана Васильевича.
Считается родоначальником князей Але́нкиных, многие из которых служили воеводами. Род этот пресёкся на его правнуках, детях воеводы Андрея Фёдоровича Жери, казнённых Иваном Грозным.

## Биография
Впервые упомянут в 1492 году пятым воеводой войск правой руки. В  апреле1506 года второй воевода войск, стоял на Каме и на Каменном перевозе близ Казани. В 1507 году воевода войск правой руки в походе на Сиверы. Весной 1508 года послан был в Литву воеводой войск левой руки, где произвёл большие опустошения, затем получил приказ идти воеводой войск правой руки навстречу из Литвы к князьям Глинским и помогать им против литовцев. В 1509 году он послан был из Москвы в Вязьму пятым воеводою войск правой руки, а оттуда — к Дорогобужу, а по взятии города остался в нём пятым воеводою, откуда направлен вторым воеводой в Казанский поход на Каменный перевоз. В 1512 году с Усть-Осётра выходил воеводой войск правой руки против крымских татар.

## Семья
От брака с неизвестной имел детей:
- Князь Аленкин Андрей Александрович — в 1536 году первый воевода в Великих Луках за городом, в 1540 году наместник в Переславле, в 1548 году первый воевода в Нижнем Новгороде, в 1553 году наместник в Чернигове, бездетный.
- Князь Аленкин Фёдор Александрович — в 1520 году голова в Тарусе, а после первый воевода в Стародубе, в 1521 году голова в Тарусе, в 1534 году второй воевода в Великих Луках, в 1543 году первый воевода войск правой руки в Калуге.